# Entrecasteaux
Entrecasteaux är en kommun i departementet Var i regionen Provence-Alpes-Côte d'Azur i sydöstra Frankrike. Kommunen ligger i kantonen Cotignac som tillhör arrondissementet Brignoles. År 2022 hade Entrecasteaux 1 132 invånare.

## Befolkningsutveckling
Antalet invånare i kommunen Entrecasteaux
| Referens: INSEE |